# Cymopterus williamsii
Cymopterus williamsii är en flockblommig växtart som beskrevs av Ronald Lee Hartman och Lincoln Constance. Cymopterus williamsii ingår i släktet Cymopterus och familjen flockblommiga växter. Inga underarter finns listade i Catalogue of Life.